# MM学園 合唱部
MM学園 合唱部（エムエムがくえん がっしょうぶ）は、テレビアニメ『極上!!めちゃモテ委員長』から派生した女性アーティストグループ。

## 概要
2009年4月4日から2011年4月10日までテレビ東京系列で放送されたテレビアニメ『極上!!めちゃモテ委員長』に登場する"北神未海"の声優を務める小川真奈と、武蔵野森山学園（MM学園）合唱部に扮するNICE GIRL プロジェクト!のメンバーで構成されている。
作中のMM学園合唱部の部員数は33人という設定であるが、実際に歌っているのはキャナァーリ倶楽部、THE ポッシボー、ピーチ、えり～な、ちーちゃんの15人である。
また、3rdシングル『大好きになれっ! / こころ 君に届け』以降は"北神未海(CV小川真奈) with MM学園 合唱部"名義となっている。

## ディスコグラフィ

### シングル
|     | 発売日         | タイトル                                | オリコン最高位 |
| --- | -------------- | --------------------------------------- | -------------- |
| 1st | 2009年5月20日  | めちゃモテ I LOVE YOU                   | 18位           |
| 2nd | 2009年7月15日  | めちゃモテ!サマー                       | 16位           |
| 3rd | 2009年10月21日 | 大好きになれっ! / こころ 君に届け       | 10位           |
| 4th | 2010年1月20日  | 元気になれっ!                           | 11位           |
| 5th | 2010年6月16日  | 君が主役さっ! / この手の中に            | 15位           |
| 6th | 2010年8月18日  | めちゃモテたいっ!                       | 25位           |
| 7th | 2010年10月13日 | おしゃれマイドリーム / エレガントガール | 10位           |

### シングルV
|     | 発売日       | タイトル          | オリコン最高位 |
| --- | ------------ | ----------------- | -------------- |
| 1st | 2009年8月5日 | めちゃモテ!サマー | 253位          |

### アルバム
|     | 発売日        | タイトル                            |
| --- | ------------- | ----------------------------------- |
| 1st | 2010年3月3日  | めちゃモテ委員長 めちゃヒット曲集 1 |
| 2nd | 2011年1月12日 | めちゃモテ委員長 めちゃヒット曲集 2 |

### DVD
|     | 発売日         | タイトル                                                                                |
| --- | -------------- | --------------------------------------------------------------------------------------- |
| 1st | 2010年2月17日  | めちゃモテ文化祭♡ライブ                                                                 |
| 2nd | 2010年12月22日 | めちゃモテ委員長歌謡祭2010 「みんなで歌いますわっ!」                                    |
| 3rd | 2011年1月7日   | めちゃモテライブ2010秋                                                                  |
| 4th | 2011年3月9日   | つんく♂THEATER 第9弾 ～めちゃモテ劇場～ めちゃモテ委員長VSめちゃモテ反対委員会ですわっ! |